# Gerda Ramberg
Gerda Laura Ramberg, född 14 februari 1859 i Marstrand, död 19 februari 1938, var en svensk målare och tecknare.
Hon var dotter till rektorn Gustaf Edvard Widell och Angelina Ramsten samt syster till Signe Widell och från 1900 gift med chefredaktören för Göteborgs-Tidningen Carl Ramberg. Hennes konst består av teckningar och akvareller med motiv från Marstrand och Göteborg. Ramberg finns representerad vid Göteborgs historiska museum.